# Crenicichla vaillanti
Crenicichla vaillanti är en fiskart som beskrevs av Pellegrin, 1903. Crenicichla vaillanti ingår i släktet Crenicichla och familjen Cichlidae. Inga underarter finns listade i Catalogue of Life.